# Фаркашешти Мошнени (Горж)
Фаркашешти Мошнени (рум. Fărcășești Moșneni) насеље је у Румунији у округу Горж у општини Фаркашешти. Oпштина се налази на надморској висини од 159 m.

## Становништво
Према подацима из 2002. године у насељу је живело 397 становника, од којих су сви румунске националности.